# میدان باد

ميدان باد خليج فارس

میدان باد (Wind Field) عبارتست از دسته‌ای از بردارها که نمایان‌گر تندی و جهت باد بر روی یک محدوده شبیه‌سازی شده در یک زمان مشخص باشد.  
هنگامی که در مورد باد سخن گفته می‌شود، منظور تندی و جهت باد در یک نقطه جغرافیایی مشخص است ولی هنگامی که در مورد میدان باد سخن گفته می‌شود، منظور تندی و جهت باد در یک محدوده جغرافیایی است، مانند میدان باد بر روی خلیج فارس.